# Троячковиці
Троячковиці (пол. Trojaczkowice) — село в Польщі, у гміні Неджвиця-Дужа Люблінського повіту Люблінського воєводства.
Населення — 91 особа (2011).

## Демографія
Демографічна структура станом на 31 березня 2011 року:
|          | Загалом | Допрацездатний вік | Працездатний вік | Постпрацездатний вік |
| -------- | ------- | ------------------ | ---------------- | -------------------- |
| Чоловіки | 46      | 9                  | 31               | 6                    |
| Жінки    | 45      | 11                 | 24               | 10                   |
| Разом    | 91      | 20                 | 55               | 16                   |